# Buick
Бјуик (енгл. Buick), званично Buick Motor Division, је амерички произвођач аутомобила, огранак компаније Џенерал моторса.
Бјуик је најстарији активни амерички произвођач аутомобила, а изворно је Buick Motor Company био камен темељац успостављања Џенерал моторса 1908. године. Већим делом свог постојања на тржишту Северне Америке, Бјуик је продаван као премијум марка, позициониран изнад свог матичног Џенерал моторсовог поузданог Шевролета, а испод Кадилака.
Од гашења бренда Сатурн 2009. године, Џенерал моторс је позиционирао Бјуик да буде истоветан свом немачком бренду Опелу. Возила Бјуика се продају у САД, Канади, Мексику, Кини и Тајвану. Бјуик је 2014. године продао 1.170.115 возила широм света, што је рекорд компаније.

## Галерија
- Buick Encore
- Buick Verano
- Buick Regal
- Buick LaCrosse